# Liebherr
Liebherr – rodzinne przedsiębiorstwo, założone w 1949 r. w Niemczech przez Hansa Liebherra, aktualna siedziba znajduje się w Szwajcarii. Przedsiębiorstwo jest jednym z największych producentów maszyn budowlanych na świecie. Poza szerokim wachlarzem urządzeń należących do kategorii sprzętu ciężkiego, Liebherr produkuje także profesjonalne chłodziarki i zamrażarki przemysłowe oraz chłodnicze urządzenia przeznaczone do wykorzystania w gospodarstwach domowych. Przedsiębiorstwo stało się także producentem chłodziarek do win.
Obecnie rodzinną firmą zarządzają potomkowie założyciela: rodzeństwo Isolde i Willy Liebherr. Przedsiębiorstwo rozpoczęło swą działalność od produkcji żurawi. Z biegiem czasu znacznie rozszerzono ofertę sprzętu budowlanego, a następnie zaczęto produkować także AGD (chłodziarki oraz zamrażarki). Aktualnie Liebherr jest także głównym dostawcą firmy Airbus. Przedsiębiorstwo zatrudnia obecnie ponad 32 tysiące pracowników na wszystkich kontynentach świata (łącznie z Antarktydą).
W dziedzinie sprzętu górniczego, Liebherr wyprodukował m.in. największy samochód świata – wywrotkę Liebherr T 282B, oraz kilka innych konstrukcji znajdujących się w pierwszej dziesiątce największych maszyn świata.
W zakresie urządzeń chłodzących i mrożących, Liebherr oferuje wybór urządzeń zarówno wolno stojących, jak i do zabudowy. Przedsiębiorstwo produkuje różnorodne zamrażarki skrzyniowe, chłodziarki do win, profesjonalne szafy chłodnicze i mrożące. W ofercie firmy Liebherr znajduje się także sprzęt farmaceutyczny, laboratoryjny i piekarniczy.
Siedziba polskiego oddziału przedsiębiorstwa, zajmującego się sprzętem budowlanym, mieści się w Rudzie Śląskiej.

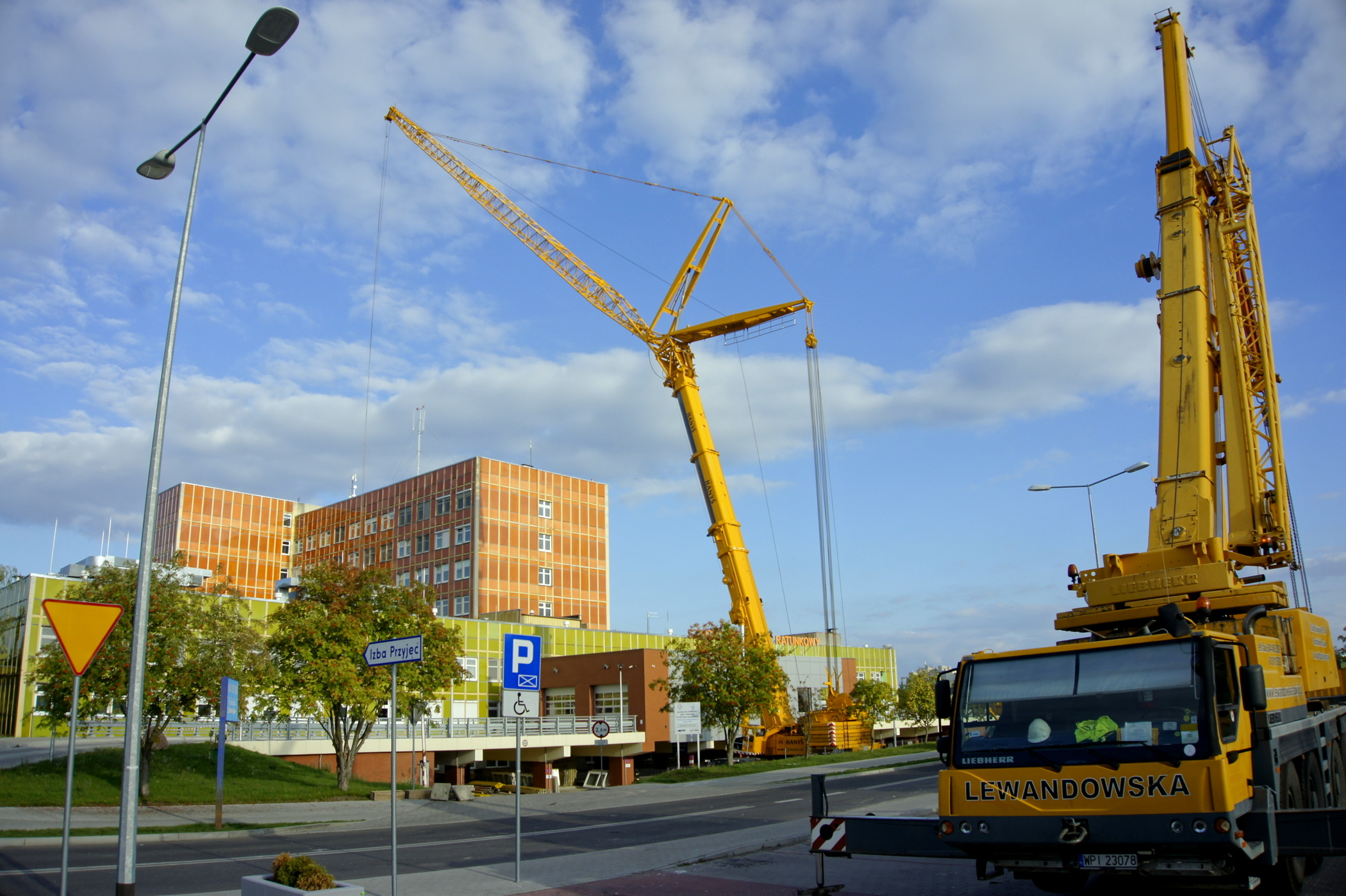
Żurawie samojezdne podczas pracy
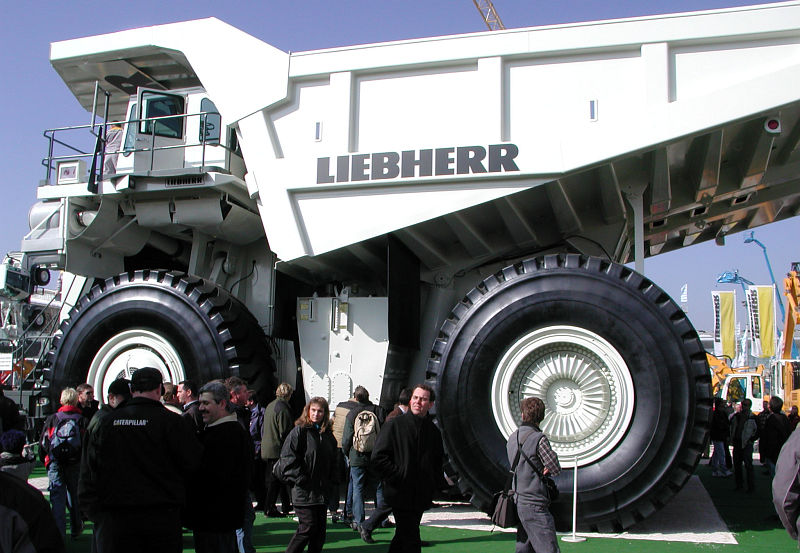
Wywrotka T 282B
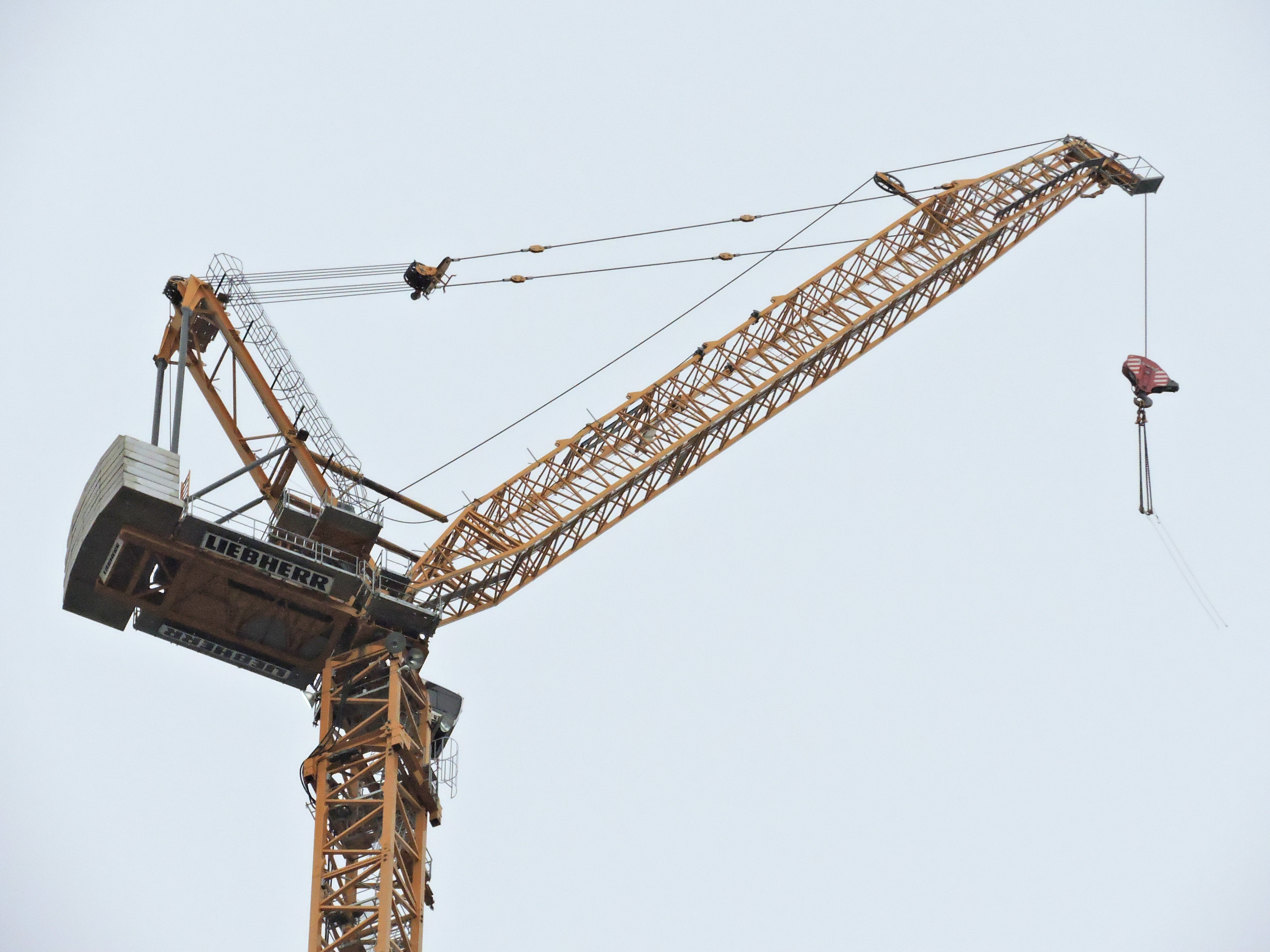
Żurawie Liebherr-710 HC-L 32/64 Litronic